# Barrage Gorge
Le barrage Gorge, ou Gorge Dam en anglais, est un barrage hydroélectrique américain situé sur le Skagit, dans le comté de Whatcom, dans l'État de Washington. Il forme le lac Gorge.